# Vrábče
Vrábče (en allemand : Prabsch) est une commune du district de České Budějovice, dans la région de Bohême-du-Sud, en République tchèque. Sa population s'élevait à 803 habitants en 2020.

## Géographie
Vrábče se trouve à 11 km au sud-ouest de České Budějovice et à 130 km au sud de Prague.
La commune est limitée par Habří, Lipí, Hradce, Závraty et Homole au nord, par Boršov nad Vltavou à l'est, par Kamenný Újezd et Dolní Třebonín au sud, et par Křemže à l'ouest.

## Histoire
La première mention écrite du village date de 1379.

## Source
- (cs) Cet article est partiellement ou en totalité issu de l’article de Wikipédia en tchèque intitulé « Vrábče » (voir la liste des auteurs).